# Права людини на Кіпрі
Права людини на Кіпрі захищені конституцією Республіки Кіпр.
У ряді випадків, Європейський суд з прав людини визнав Туреччину відповідальною за безперервні порушення Європейської конвенції з прав людини в Республіці Кіпр внаслідок турецького вторгнення в 1974 році та тривалої окупації 37 % її території. Щодо прав людини на територіях, які фактично контролюються Республікою Кіпр, згідно зі звітом Державного департаменту США про права людини за 2010 рік, надходили повідомлення про зловживання з боку поліції, приниження гідності, погане поводження з особами, які перебувають під вартою та шукачами притулку, а також випадки дискримінації та насильства щодо представників етнічних і національних меншин. Повідомляється, що торгівля жінками на острів, особливо з метою сексуальної експлуатації, була проблемою. Також повідомлялося про випадки насильства щодо жінок і дітей.

## Демократична свобода

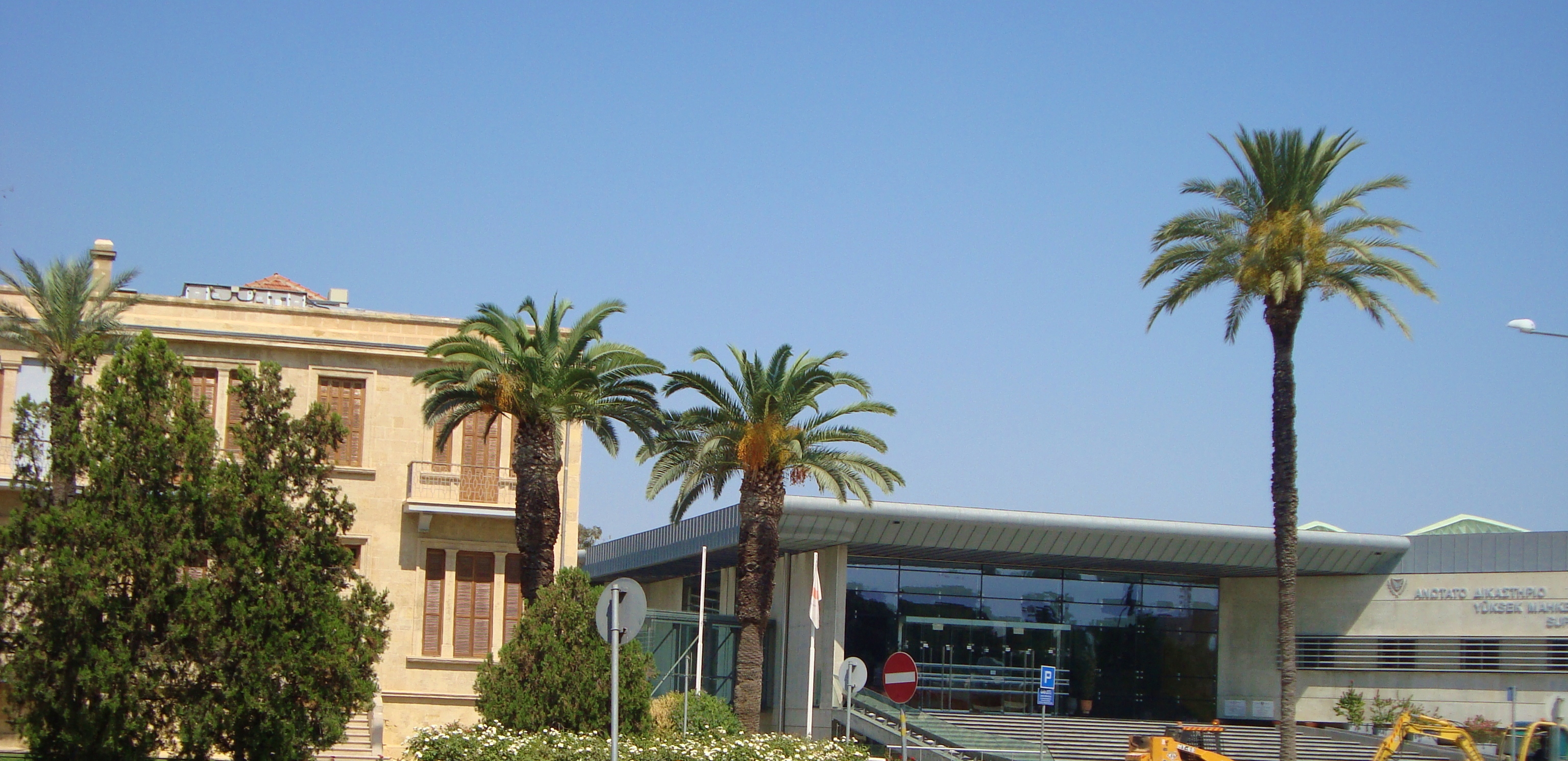
Кіпрський суд у Нікосії, Кіпр

Freedom House класифікувала сприйнятий рівень демократичної та політичної свободи на Кіпрі як «вільний» у 2011 році у своєму звіті «Свобода у світі». У 2010 році Державний департамент США повідомив, що нещодавні вибори були вільними та чесними.
Ібрагім Азіз, якому не дали проголосувати на виборах, звернувся до Європейського суду з прав людини. У 2004 році у справі Азіз проти Кіпру ЄСПЛ постановив, що його було позбавлено права голосу. Після цього випадку право голосу отримали турки-кіпріоти, які проживають у Республіці Кіпр. Проте турки-кіпріоти все ще не можуть брати участь у президентських виборах, а турки-кіпріоти, які проживають на Північному Кіпрі, не можуть голосувати на виборах, навіть якщо вони є громадянами Республіки Кіпр.

## Права меншин
У 2010 році Державний департамент США повідомив про випадки дискримінації та насильства щодо представників етнічних і національних меншин. У 2011 році Міжнародна група з прав меншин повідомила, що меншини на Кіпрі стикаються з серйозною дискримінацією та їх виключають із політичної діяльності. У звіті Державного департаменту США за 2005 рік зазначено, що дискримінація турків-кіпріотів і ромів є проблемою. Відбулося певне жорстоке поводження з турками-кіпріотами, які відвідували територію, контрольовану Республікою Кіпр.
У звіті Державного департаменту США про права людини на Кіпрі у 2002 році говориться, що:
«Деякі з приблизно 300 турків-кіпріотів, які проживають на території, контрольованій урядом, зіткнулися з труднощами в отриманні посвідчень особи та інших державних документів, особливо якщо вони народилися після 1974 року. Турки-кіпріоти також, як виявилося, перебували під наглядом греко-кіпріотської поліції».
Однак, за словами міністра внутрішніх справ Неокліса Сілікіотіса в інтерв'ю турецько-кіпрській газеті Kıbrıs у 2011 році, 93 308 турків-кіпріотів вже мають ідентифікаційні картки, 58 069 турків-кіпріотів мають кіпрські паспорти, з яких 7376 є біометричними.

## Справедливий суд
Попри те, що в'язниці загалом відповідають міжнародним стандартам, є повідомлення, в яких часто стверджується, що в'язниці переповнені. Надходили повідомлення про те, що міліція фізично знущалася з затриманих та дискримінувала їх. Деякі неурядові організації повідомили, що затримані-іноземці скаржилися на те, що вони піддавалися фізичному насильству.
У 2008 році Верховний суд Республіки Кіпр вирішив, що поліція обмежила доступ Андреаса Константіну до правової допомоги. Крім того, у 2008 році ЄСПЛ заявив, що «виникає питання щодо відповідності такого законодавства вимогам статті 6 Конвенції […] апріорі немає причин, чому воно не повинно бути доступним в інших сферах ніж кримінальне право».

У справі Пановітс проти Кіпру у 2009 році ЄСПЛ постановив, що:
«За цих обставин Суд доходить висновку, що розгляд Судом присяжних очної ставки із захисником заявника зробив судовий розгляд несправедливим. З цього випливає, що у цьому відношенні мало місце порушення пункту 1 статті 6»

## Право власності
У 2005 році до судів Республіки Кіпр було подано 25 позовів турків-кіпріотів, які стверджували, що вони не мають доступу до своєї власності на території, контрольованій Республікою Кіпр.

## Свобода віросповідання
У 2010 році Державний департамент США повідомив, що уряд загалом поважає свободу віросповідання. Уряд зберігає мечеті. Хоча на території, контрольованій Республікою Кіпр, є 17 мечетей, лише п'ять із них є публічними.
У листопаді 2005 року Офіс Уповноваженого з прав людини опублікував звіт щодо скарги Свідків Єгови, чия дитина була звільнена від релігійного навчання, але яка згодом зазнала переслідувань з боку однокласниів і тиску з боку вчителя релігії. У звіті було зроблено висновок, що скарга учня була обґрунтованою і що зауваження викладача під час уроку про релігійні секти порушували релігійну свободу студента. Крім того, у листопаді 2005 року в пресі повідомлялося, що поліція та муніципалітет переслідували буддійський храм у Строволосі.

Нікос Триміклініотіс і Коріна Деметріу відзначили, що:
«Однак „релігійна“ дискримінація не вичерпується цим, як показує ставлення до Свідків Єгови, які відмовляються служити в армії через сумління».

## Право на освіту
Наразі немає школи для турків-кіпріотів, які живуть на території, контрольованій Республікою Кіпр. Мароніти мають початкову школу, але не мають середньої школи, і через це Антоніс Хаджіруссос підкреслює небезпеку асиміляції маронітів у спільноті греків-кіпріотів.

## Права жінок
Закони Республіки Кіпр забороняють зґвалтування та зґвалтування подружжям. У 2000-х роках кількість цих злочинів різко зросла. Хоча сексуальні домагання на робочому місці заборонені, це широко поширена проблема, але лише про деякі випадки повідомляється владі.
У 1996 році Комітет ООН з усунення дискримінації щодо жінок у Заключних зауваженнях зазначив, що жінки були мало представлені в політичному житті, вони були відсутні на вищих рівнях уряду, торгівля жінками та їх сексуальна експлуатація суперечать правам людини, мали місце сексуальні домагання на робочому місці, і жінкам не платили таких саме грошей за рівноцінну роботу.
Комітет також сказав:
«Комітет закликає уряд поширити повне охоплення соціальним забезпеченням на самозайнятих сільських жінок і скасувати існуючу дискримінацію в цьому відношенні між одруженими та неодруженими жінками. Комітет настійно закликає уряд запровадити спеціальні програми інформування та навчання з ґендерних питань для всіх посадових осіб правоохоронних органів та суддів, особливо суддів сімейних судів. Комітет наполегливо рекомендує прийняти термінові спеціальні тимчасові заходи згідно зі статтею 4 Конвенції з метою значного збільшення присутності жінок у всіх сферах суспільного та політичного життя, а також активного просування їхньої позиції у вищому керівництві на державній службі та на дипломатичній службі. Комітет закликає уряд вивчити пропозицію неурядових організацій щодо створення комісії з рівних можливостей для розгляду скарг жінок і виконувати функції посередника».
У 2006 році той самий комітет висловив стурбованість дискримінацією жінок-мігрантів, у тому числі домашніх помічниць і сільськогосподарських робітниць, меншою кількістю жінок, які мають ступінь доктора філософії, порівняно з чоловіками, а також «відсутністю комплексного та системного підходу до політики гендерної рівності».
У звіті Державного департаменту США за 2010 рік зазначено, що:
«7 січня ЄСПЛ виніс рішення у справі Ранцев проти Кіпру та Росії про те, що Кіпр не зміг захистити 20-річну російську артистку кабаре Оксану Ранцеву від торгівлі людьми і не зміг провести ефективне розслідування обставин її смерті у 2001 році».

## Свобода преси та слова
У 2010 році Державний департамент США повідомив, що закон передбачає свободу слова та преси, і уряд загалом дотримується цих прав на практиці. УВКБ ООН також повідомило у 2006 році, що свобода преси загалом дотримується, а незалежна преса часто критикує владу. 18 липня 2005 року міліція застосувала надмірну силу проти демонстрантів і журналістів на пікеті, у підтримку страйків водіїв вантажівок.
У 2004 році уряд Республіки Кіпр заборонив ЗМІ транслювати програми проти плану Аннана для Кіпру. Єврокомісару Гюнтеру Ферхойгену було відмовлено в ефірі на будь-якому грецькому телеканалі Кіпру, тому що, якби йому не відмовили, він представив би аргументи на підтримку плану.
У 2007 році тодішній президент Тассос Пападопулос «особисто втрутився», щоб змусити звільнити пресаташе Верховної комісії Кіпру в Лондоні Сотеріса Георгаліса, оскільки він був присутній на презентації книги, на якій виступав критик Пападопулоса Такіс Хаджідеметріу. У 2007 році Кіріакос Пієрідес повідомив, що «проурядовий політичний і комерційний тиск є постійним фактором, який перешкоджає роботі ЗМІ».
У 2008 році Організація з безпеки та співробітництва в Європі у звіті, написаному Фондом прав людини турків-кіпріотів і Спілкою журналістів турків-кіпріотів, повідомила, що уряд Республіки Кіпр порушує права турків-кіпріотів на свободу преси. Було додано, що зміна частоти мовлення Cyprus Broadcasting Corporation завадила багатьом турецько-кіпрським телеканалам мовлення на Північному Кіпрі, таким чином порушуючи свободу слова.
Світовий індекс свободи преси поставив Кіпр на 45 місце у 2007 році, 31 місце у 2008 році, 25 місце у 2009 році і знову опустив його до 45 місця у 2010 році. У 2016 році він займав 27 місце.

## Торгівля людьми та права біженців
Проституція поширена на Кіпрі, і острів критикують за його роль у секс-торгівлі як одному з основних маршрутів торгівлі людьми зі Східної Європи.
У травні 2011 року Комітет ООН з економічних, соціальних і культурних прав заявив, що шукачів притулку, яким було відмовлено, надто довго тримали під вартою та в незручних умовах. У травні 2005 року KISA звинуватила поліцію в порушенні закону та прав людини шукачів притулку шляхом здійснення незаконних арештів, затримання та депортації. Інша неурядова організація повідомила у 2005 році, що поліція депортувала осіб, які проживали в республіці тривалий термін, понад 11 років.
Велика кількість громадян Румунії були піддані примусовій праці в країні у 2009 році У серпні 2009 року УВКБ ООН поскаржилося через засоби масової інформації, що курдській дитині, яка страждає на невиліковну вроджену патологію, було відмовлено у державному фінансуванні поїздки за кордон для лікування через її статус біженця, що суперечить закону країни про біженців, який надає біженцям доступ до медичного лікування як кіпріотам та іншим громадянам ЄС.
У вересні 2020 року у звіті Human Rights Watch стверджувалося, що Кіпр не дозволяє прибулим біженцям вимагати притулку, як того вимагає міжнародне право. Повідомлялося, що натомість влада покинула сотні біженців і мігрантів у морі без палива та їжі, а в деяких випадках їх побила поліція.
У грудні 2020 року міністр внутрішніх справ Нікос Нуріс видав указ, який забороняв будь-яким шукачам притулку отримувати постійне місце проживання в селі Хлорака. Серія бійок, що сталася в селі у січні 2022 року, одна з яких за участю двох поліціантів, які стріляли попереджувально, викликала занепокоєння місцевих жителів демографічними змінами. Протест, на якому були присутні члени парламенту, підтримав депортацію шукачів притулку, а лідер громади Нікос Ліасідес заявив, що «ситуація досягла точки неповернення».

## Права ЛГБТ
Гомосексуальність була декриміналізована у 1998 році після справи Модінос проти Кіпру Європейського суду з прав людини, але кіпрська армія все ще забороняє гомосексуалам служити на тій підставі, що гомосексуальність є психічною хворобою; гомосексуальна поведінка залишається злочином згідно з військовим законодавством; термін становить 6 місяців у військовій в'язниці, хоча це рідко, якщо взагалі, застосовується.

## Порушення прав людини через кіпрську суперечку

### Порушення на Північному Кіпрі
У ряді справ Європейський суд з прав людини визнав Туреччину відповідальною за безперервні порушення Європейської конвенції з прав людини в Республіці Кіпр внаслідок турецького вторгнення в 1974 році та тривалої окупації 37 % її території. Зокрема, в епохальній справі 2011 року Кіпр проти Туреччини суд постановив, що Туреччина порушила Європейську конвенцію з прав людини 14 разів:
- Порушення статей 2, 3 і 5 щодо зниклих безвісти греків-кіпріотів та їхніх родичів;
- Порушення статей 8, 13 і P1-1 щодо житла та власності переміщених греків-кіпріотів;
- Порушення статей 3, 8, 9, 10, 13, P1-1 і P1-2 щодо умов життя греків-кіпріотів у регіоні Карпас на півночі Кіпру;
- Порушення статті 6 щодо прав турків-кіпріотів, які проживають на північному Кіпрі;

У 2011 році у своїй щорічній доповіді Комісія ООН з прав людини повторила заклики до повного відновлення всіх прав людини для населення Кіпру, зокрема щодо біженців, закликала до розшуку та обліку осіб, зниклих безвісти на Кіпрі, без будь-якої подальшої затримки та закликав до відновлення та поваги прав людини та основних свобод усіх кіпріотів, включаючи свободу пересування, свободу поселення та право власності.

## Інші питання
Постійна увага до поділу острова іноді маскує інші питання прав людини. У 2005 році громадянам Болгарії, які проживають на Північному Кіпрі, не дозволяли перетинати зелену лінію та голосувати на виборах у Болгарії.